# Heinrich Engelhard
Heinrich Engelhard (* 1482; † 1551 in Zürich) war ein Schweizer Jurist und reformierter Geistlicher.

## Leben
Engelhard war der Sohn des Zürcher Ratsherrn Johan Engelhard und dessen Ehefrau Anna († 1504), Tochter von Johannes Grebel († 1445). Sein Bruder war Konrad Engelhard († nach März 1525 in Kyburg), späterer Landvogt von Kyburg.
Er wird erstmals 1476 als Expektant von Beromünster belegt und studierte Rechtswissenschaften an der Universität Heidelberg und der Universität Bologna; 1496 wurde er Doktor für kanonisches Recht.
Von 1480 bis 1521 war er Chorherr in Beromünster und ab 1496 Leutpriester am Fraumünster. In dieser Zeit war er von 1513 bis 1521 auch Chorherr am Grossmünster; hierbei verzichtete er zugunsten von Huldrych Zwingli auf seine Chorherrenpfründe. Wegen seiner Altersgebrechen musste er oft vom Archidiakon am Grossmünster, Kaspar Megander, vertreten werden.
Er war von 1525 bis 1540 der erste Vorsitzende des Ehegerichts, das erstmals in seinem Pfarrhaus gehalten wurde, und teilte sich das Amt mit dem Reformator Leo Jud.
Sein Wohnhaus in Zürich liess er im damals modischen humanistisch-antikisierenden Stil ausschmücken, unter anderem mit einem Fresko von Hans Leu dem Jüngeren (um 1490–1531).
Engelhard war seit 1530 in zweiter Ehe mit Anna Wirz verheiratet und hatte mehrere Kinder aus seiner ersten Ehe, von diesen sind namentlich bekannt:
- Verena Engelhard;
- Felix Engelhard;
- Margaretha Engelhard;
- Katharina Engelhard;
- Anna Engelhard.

## Reformatorisches Wirken
Als Mitstreiter Huldrych Zwinglis in der Frühzeit verfasste Heinrich Engelhard Gutachten und Schriften zum Fastenstreit, in der Bilder-, Abendmahlsfrage und beim Ehegericht. Er begleitete und beriet den Reformator Heinrich Bullinger, mit dem er befreundet war, von 1531 bis 1536 bei dessen «Fürträgen» vor dem Rat. Aufgrund seiner Herkunft aus einer Patrizierfamilie und seiner Bildung dürfte er einer der prägenden Männer der Reformation in Zürich gewesen sein.